# Czynny udział w zbiegowisku
Czynny udział w zbiegowisku – występek przeciwko porządkowi publicznemu zagrożony karą pozbawienia wolności do lat 3, stypizowany w art. 254 § 1 Kodeksu karnego. Zachodzi przy posiadaniu wiedzy, że jego uczestnicy wspólnymi siłami dopuszczają się gwałtownego zamachu na osobę lub mienie.
Pod pojęciem zbiegowiska należy rozumieć przypadkową zbiorowość ludzi, którzy gromadzą się z ciekawości jakiegoś zdarzenia lub z uwagi na wspólne zainteresowania.
Podmiotem tego przestępstwa nie może być ani przypadkowy przechodzień lub postronny obserwator, nie solidaryzujący się z działaniem zbiegowiska jako całości, ani też osoba, która ogarnięta przez tłum, nie może się z niego, mimo czynionych starań, wydostać. Sprawca musi przejawiać wolę uczestniczenia w zbiegowisku, solidaryzowania się z tłumem.
Przestępstwo umyślne w zamiarze bezpośrednim lub ewentualnym. Sprawca musi mieć świadomość, że uczestnicy zbiegowiska dopuszczają się wspólnymi siłami gwałtownego zamachu na osobę lub mienie.

## Okoliczności zaostrzające odpowiedzialność karną (typy kwalifikowane)
Skutek gwałtownego zamachu w postaci śmierci człowieka lub jego ciężki uszczerbek na zdrowiu (art. 254 § 2 kk) – od 3 miesięcy do lat 5 pozbawienia wolności. Forma winy mieszana. Do strony przedmiotowej czynu poszczególnego uczestnika zbiegowiska nie należy ten gwałtowny na osobę lub mienie, innymi słowy wystarczające jest, aby dany czynny uczestnik wiedział, że uczestnicy zbiegowiska wspólnymi siłami dopuszczają się gwałtownego zamachu. On sam nie musi być sprawcą gwałtownego zamachu, aby odpowiadać z zaostrzającego odpowiedzialność art. 254 § 2 kk.